# Unitile
Unitile [ˈjuː.nɪˌtaɪl] (russisch Юнитайл) ist eine russische Unternehmensgruppe, die sich mit Herstellung und Verkauf von Verkleidungsplatten, Steinfeinzeug, Fliese, Dekorationen und Ziegelsteinen beschäftigt. Die Holdinggesellschaft wurde 2007 auf dem Werkgelände „Strojfarfor“, dem damaligen russischen Hauptproduzenten von Verkleidungsplatten gegründet. Die Produktion findet in Schachty, Südrussland und Woronesch, Zentralrussland statt.

## Geschichte
In den frühen 2000er Jahren hatte die russische Wirtschaft einen schnellen Bauvolumenwachstum. Nach Angaben des russischen Statistischen Dienstes war in der einheimischen Bauwirtschaft zwischen 2003 und 2008 ein jährliches Durchschnittswachstum von 10 bis 14 Prozent zu verzeichnen. Dabei stieg der russische Verkleidungsplatten-Gesamtmarkt um 20 bis 25 % pro Jahr. Das kam durch die häufige Ersetzung der veralteten Technologien, z. B. wasserbasierten Anstrichanwendungen für die Wände usw.
2007 schloss der russische Geschäftsmann Lasar Schaulow alle seine Unternehmen zur Unitile-Holding zusammen, um die Vermögensverwaltung zu verbessern. Die Holding bestand aus dem Werk „Strojfarfor“ (Stadt Schachty), der hochschmelzenden Tongrube in Staniza Wladimirowskaja (Oblast Rostow), der Keramikfabrik Woronesch (Stadt Woronesch), dem Werk „Quarz“ (Sankt Petersburg) und der Ziegelfabrik „Markinski“ (Dorf Markin, Oblast Rostow). Zu ihrer Gründungszeit kontrollierte die Unternehmensgruppe die Herstellung von rund 25 Prozent der Verblendplatten und Keramik-Porzellanfliesen.
Gemäß der offiziellen Holding-Website beträgt das Gesamtvolumen der von der Unternehmensgruppe hergestellten Verblend- und Keramikfliesen rund 26 Millionen Quadratmeter pro Jahr. Das Fliesenwerk in der Stadt Schachty (das ehemalige Werk „Strojfarfor“) ist nach wie vor der wichtigste Produktionswert der Gruppe. Das Werk in Schachty produziert rund 17,6 Millionen Quadratmeter, und das Werk in Woronesch – 8,4 Millionen Quadratmeter von Verblend- und Keramikfliesen pro Jahr. 2018 wurde das Gesamtvolumen des russischen Marktes auf rund 200 Mio. Quadratmeter von Beratungsunternehmen IndexBox geschätzt. Die gesamte einheimische Produktion von Verblend- und Keramik-Porzellanfliesen erreichte 172 Millionen Quadratmeter.

### Entwicklungsgeschichte
- 1954 – Gründung der Keramikfabrik in Woronesch. Produktionskapazität: 1,18 Millionen m² pro Jahr.
- 1964 – Gründung der Fayencefabrik in der Stadt Schachty[8].
- 1978 – Gründung einer Produktionsstätte für Keramikfliesen in der Fayencefabrik Schachty. Produktionskapazität: 1,4 Millionen Quadratmeter von Fliesen pro Jahr.
- 1993 – Beginn des Bergbaus in der Lagerstätte Wladimirowskaja mit dem hochschmelzenden und feuerfesten Ton.
- 1998 – umfangreiche Produktionsverbesserungen. Technische Umrüstung der Weißware -Produktionsstätte. Start von zwei Fertigungslinien von Verblendkacheln.
- 1999 – Gründung eines nationalen Vertriebsnetzwerkes mit regionalen Niederlassungen in den Städten Rostow am Don und Nowosibirsk.
- 2005 – Produktionsstart von einem neuen Produkt – Keramikfliesen.
- 2006 – Die Fayencefabrik Schachty nimmt die Produktion von Trockenmörteln auf[9].
- 2007 – Gründung der Holding-Gruppe Unitile (russisch Юнитайл).
- 2009 – Einführung des neuen Markennamens Unitile.
- 2012 – Beginn des Bergbaus in der Tonlagerstätte von weißbrennendem Ton in Fjodorowskoje (Oblast Rostow).
- 2013 – Einführung des neuen Markennamens Gracia Ceramica.
- 2016 – Die Russische Bauvereinigung hat die Keramikfabrik in der Stadt Woronesch mit dem Ehrenzeichen „Bauruhm“ und dem Ehrendiplom „Für den Beitrag zur Entwicklung des Bau- und Wohnungssektors“ ausgezeichnet.
- 2017 – Modernisierungsprogramm der Unitile-Produktionslinie in Schachty im Rahmen der „100 Gouverneursinvestitionsprojekte“

### Leitung
- Lasar Schaulow (2007–2014)
- Andrej Fradkin (2014–2015)
- Ruslan Nikitin (2016–2018)
- Jewgenij Fjodorow (2018–2019)
- Artjom Poljakow (seit 2019)[1]

## Struktur der UNITILE-Unternehmensgruppe
Die Holding besteht aus drei Produktionsstandorten in verschiedenen Regionen Russlands, zwei Unternehmen, spezialisiert auf Gewinnung und Verarbeitung von Rohstoffen, einem Verkaufsnetzwerk in Russland und in den GUS-Staaten, Lagerkomplexen und einem Logistikzentrum:
- Shakhty Ceramics LTD (russisch ООО «Шахтинская керамика»), die den Produktionsstandort für Verblendkacheln und Keramikfliesen in Schachty, Oblast Rostow, verwaltet. Im Jahr 2017 erzielte das Unternehmen einen Umsatz von 3 Milliarden 505 Millionen Rubel und einen Nettogewinn von 78,2 Millionen Euro. Das Unternehmen wird vollständig von der Offshore-Gesellschaft Simidella Limited (Zypern) kontrolliert[10].
- Voronezh Ceramics LTD (russisch ООО «Воронежская керамика») – Produktionsstätte für Fliesen und keramische Porzellanfliesen in der Stadt Woronesch. Im Jahr 2017 erzielte das Unternehmen einen Umsatz von 1 Mrd. 153 Mio. Rubel, der Nettogewinn belief sich auf 22,2 Mio. Rubel. Das Unternehmen wird völlig von der in Zypern ansässigen Offshore-Gesellschaft Simidella Limited kontrolliert.
- Hochschmelzende und feuerfeste Tonlagerstätte Wladimirskaja im Rajon Krasny Sulin, Oblast Rostow. 2017 erzielte das Unternehmen einen Umsatz von 611,4 Mio. Euro und einen Nettogewinn von 32,1 Mio. Euro. 91,67 % des Unternehmens gehören der Shakhty Ceramics LTD .;
- Markinski-Ziegelfabrik im Rajon Oktjabrski, Oblast Rostow – der größte Hersteller von Verblendkeramikziegeln in Südrussland;
- Handelshaus „Unitile“;
- Verwaltungsgesellschaft der Unitile Holding Company (russisch ООО «УК Юнитайл») – gegründet Ende 2018, ab Juli 2019 kein Jahresabschluss verfügbar. Völlig kontrolliert von der Offshore-Gesellschaft Simidella Limited mit Sitz in Zypern.